# لاتسکا بودا
لاتسکا بودا (به لاتین: Lacka Buda) یک روستا در لهستان است که در گمینا چارنا بیاووستوتسکا واقع شده‌است.